# دانشگاه آریانا
دانشگاه آریانا (پشتو: د آریانا پوهنتون) همچنین با نام مؤسسه تحصیلات عالی آریانا نیز شناخته می‌شود. دانشگاهی خصوصی است که دارای دو شعبه یکی در کابل و دیگری در جلال‌آباد می‌باشد. این مکان در سال ۲۰۰۴ توسط عبدالحق دانشمل و طاهره دانشمل بنیان‌گذاری شد.